# Jan Furtok
Jan Furtok (Katowice, 9 maart 1962 – aldaar, 26 november 2024) was een Pools profvoetballer, die zijn loopbaan beëindigde in 1998 bij de club waar zijn profloopbaan begon, GKS Katowice.

## Clubcarrière
Furtok speelde als aanvaller, en won met GKS Katowice in 1986 de nationale bekercompetitie. Hij maakte vooral naam in Duitsland, als speler van achtereenvolgens Hamburger SV en Eintracht Frankfurt. In het seizoen 1990-1991 eindigde hij met twintig doelpunten als tweede op de lijst van topscorers in de Bundesliga, achter Roland Wohlfarth van FC Bayern München (21 goals).

## Interlandcarrière
Furtok speelde 36 interlands (tien doelpunten) voor Polen in de periode 1984-1993. Hij maakte zijn debuut voor de nationale ploeg op 23 mei 1984 in een vriendschappelijke uitwedstrijd tegen Ierland (0-0). Hij nam met Polen deel aan het WK voetbal 1986 in Mexico, waar hij in het verloren duel tegen Brazilië na zestig minuten inviel voor Kazimierz Przybys. Zijn 36ste en laatste interland speelde hij op 8 september 1993 in Londen tegen Engeland (3-0 nederlaag). Hij moest in dat WK-kwalificatieduel in de rust plaatsmaken voor Jacek Ziober.
Furtok overleed op 26 november op 62-jarige leeftijd.
| Interlanddoelpunten | Interlanddoelpunten | Interlanddoelpunten | Interlanddoelpunten                    | Interlanddoelpunten | Interlanddoelpunten | Interlanddoelpunten | Interlanddoelpunten |
| #                   | Datum               | Locatie             | Wedstrijd                              | Goal(s)             | Score               | Uitslag             | Wedstrijd           |
| ------------------- | ------------------- | ------------------- | -------------------------------------- | ------------------- | ------------------- | ------------------- | ------------------- |
| 1                   | 11/12/1985          | Adana               | Turkije – Polen                        | 28'                 | 0 – 1               | 1 – 1               | Oefeninterland      |
| 2                   | 18/03/1987          | Rybnik              | Polen – Finland                        | 65'                 | 3 – 1               | 3 – 1               | Oefeninterland      |
| 3                   | 24/03/1987          | Wrocław             | Polen – Noorwegen                      | 8'                  | 1 – 0               | 4 – 1               | Oefeninterland      |
| 4                   | 24/08/1988          | Białystok           | Polen – Bulgarije                      | 66'                 | 2 – 0               | 3 – 2               | Oefeninterland      |
| 5                   | 21/09/1988          | Cottbus             | Duitse Democratische Republiek – Polen | 60'                 | 1 – 1               | 1 – 2               | Oefeninterland      |
| 6                   | 21/09/1988          | Cottbus             | Duitse Democratische Republiek – Polen | 82'                 | 1 – 2               | 1 – 2               | Oefeninterland      |
| 7                   | 02/05/1989          | Oslo                | Noorwegen – Polen                      | 22'                 | 0 – 1               | 0 – 3               | Oefeninterland      |
| 8                   | 02/05/1989          | Oslo                | Noorwegen – Polen                      | 50'                 | 0 – 2               | 0 – 3               | Oefeninterland      |
| 9                   | 16/10/1991          | Poznań              | Polen – Ierland                        | 74'                 | 2 – 3               | 3 – 3               | EK-kwalificatie     |
| 10                  | 28/04/1993          | Łódź                | Polen – San Marino                     | 70'                 | 1 – 0               | 1 – 0               | WK-kwalificatie     |

## Erelijst
GKS Katowice
- Pools bekerwinnaar

1986